# Maurice Chevremont
Maurice Chevremont (4 août 1908 à Chênée - 15 mai 1996 à Liège) est un scientifique belge. Il a découvert la présence d'acide désoxyribonucléique (l'Adn des biochimistes) dans  les mitochondries, ces organites à fonction respiratoire que l'on observe dans le cytoplasme des cellules, c’est-à-dire en dehors du noyau, alors que précisément l'Adn est le constituant principal porteur de l'information génétique des chromosomes et qu'on admettait alors qu'il ne se trouvait qu'à l'intérieur du noyau.
Il est inhumé au Cimetière de Robermont à Liège.